# Wojciech Lachowicz
Wojciech Lachowicz, lub Adalbert Lachowicz  (ur. 29 marca 1889 w Jagielnicy, zm. 16 września 1943 w okolicach Jagielnicy) – polski lekarz, wójt gminy Jagielnica, następnie burmistrz Czortkowa, działacz społeczny, kapitan lekarz Wojska Polskiego, polityk, senator V kadencji w II Rzeczypospolitej, Sprawiedliwy wśród Narodów Świata.

## Życiorys
Uczył się w c. k. gimnazjach w Buczaczu (w 1900 ukończył Ib klasę, w 1902 – IIIb, w 1903 – IVb), Stanisławowie (w 1905 ukończył Vb klasę, w 1906 – VIb) i Tarnopolu (w tym ostatnim w 1908 ukończył VIII klasę, złożył egzamin dojrzałości). Ukończył studia medyczne na Uniwersytecie Jagiellońskim w 1914, obronił doktorat w zakresie nauk medycznych w 1921.
W 1910 został powołany do służby wojskowej w wojsku austriackim. W ramach tej służby ukończył wojskowy kurs sanitarny w Grazu w 1910. W czasie I wojny światowej przebywał w niewoli rosyjskiej. Będąc w niewoli pracował w szpitalu w Krzemieńcu (od 30 września 1914) i Kijowie, następnie w szpitalu jenieckim w Mamadyszu i obozie jenieckim w Kożuchowie pod Moskwą. W okresie od 2 kwietnia 1918 do 1 grudnia 1919 pracował jako lekarz w gimnazjum polskim w Płoskirowie, w grudniu 1919 przyjechał do Krakowa. Zgłosił się ochotniczo do wojska polskiego. Od 20 sierpnia 1920 służył w Kompanii Zapasowej Sanitarnej nr 5 w Krakowie, od 1 kwietnia 1921 – w szpitalu polowym nr 601 w Pińsku (na stanowisku ordynatora oddziału wewnętrznego, a następnie chirurgicznego i wenerycznego). Od 10 sierpnia 1921 służył na stanowisku zastępcy naczelnego lekarza 18 Pułku Artylerii Polowej. 3 maja 1922 został zweryfikowany w stopniu kapitana ze starszeństwem z 1 czerwca 1919 i 116. lokatą w korpusie oficerów sanitarnych, grupa lekarzy. W 1923 został przeniesiony do rezerwy. Posiadał przydział w rezerwie do 5 Batalionu Sanitarnego w Krakowie.
Do 1931 pracował jako lekarz szkolny w Czortkowie (m.in. w Państwowym Gimnazjum im. Juliusza Słowackiego w Czortkowie, uczył tam higieny), a następnie jako lekarz szkolny i komisarz. Piastował stanowisko wójta gminy Jagielnica, później – burmistrza Czortkowa. Pełnił wiele funkcji społecznych: był prezesem oddziału Związku Strzeleckiego, Ligi Obrony Powietrznej i Przeciwgazowej, opiekunem Związku Oficerów Rezerwy, organizatorem kursów dokształcających, mleczarni okręgowej i sklepu kółka rolniczego oraz działaczem PCK w powiecie czortkowskim. W wyniku jego starań w Jagielnicy powstał gmach Urzędu Gminnego i zelektryfikowano gminę.
W 1938 został senatorem V kadencji (1938–1939). Był wybrany z województwa tarnopolskiego. Pracował w trzech komisjach: administracyjno-samorządowej, prawniczej i skarbowej.
W 1939 został aresztowany przez NKWD. W 1940 zwolniono go w wyniku próśb miejscowej ludności. W połowie września 1943 roku został uprowadzony ze swojego domu w Jagielnicy. Ślad po nim zaginął, prawdopodobnie został zamordowany. Według Witryny Edukacyjnej Kancelarii Senatu sprawcą czynu była "uzbrojona banda bolszewicko-ukraińska". Zdaniem Grzegorza Hryciuka, Damiana Karola Markowskiego, Stanisława Nicieji, Henryka Komańskiego i Szczepana Siekierki Wojciech Lachowicz padł ofiarą ukraińskich nacjonalistów.

## Ordery i odznaczenia
- Srebrny Krzyż Zasługi (11 listopada 1936)[18]
- Sprawiedliwy wśród Narodów Świata – przyznany pośmiertnie medal i dyplom Instytutu Jad Waszem za uratowanie w 1941 roku rodziny żydowskiego lekarza Ignatza Josipovitza[19].

## Życie rodzinne
Był synem Wojciecha i Anny z domu Świeżewskiej. Żonaty. Miał córkę Irenę, po mężu Bernaczek.